# دویچه بانک
دویچه بانک آگ (به آلمانی: Deutsche Bank AG) به‌معنی بانک آلمانی شرکت خدمات مالی و بانکداری چندملیتی آلمانی است، که در سال ۲۰۱۸ در رتبه ۲۱ از فهرست بزرگترین بانک‌های جهان قرار داشت. این بانک در سال ۱۸۷۰ در شهر برلین تاسیس شد و هم‌اکنون مالک شبکه گسترده بانکی در ۵۴ کشور در اروپا، آمریکا و آسیا می‌باشد. دفتر مرکزی دویچه بانک در شهر فرانکفورت قرار دارد و بخشی از سهام آن در بازارهای بورس نیویورک و بورس فرانکفورت معامله می‌شود.

## منابع

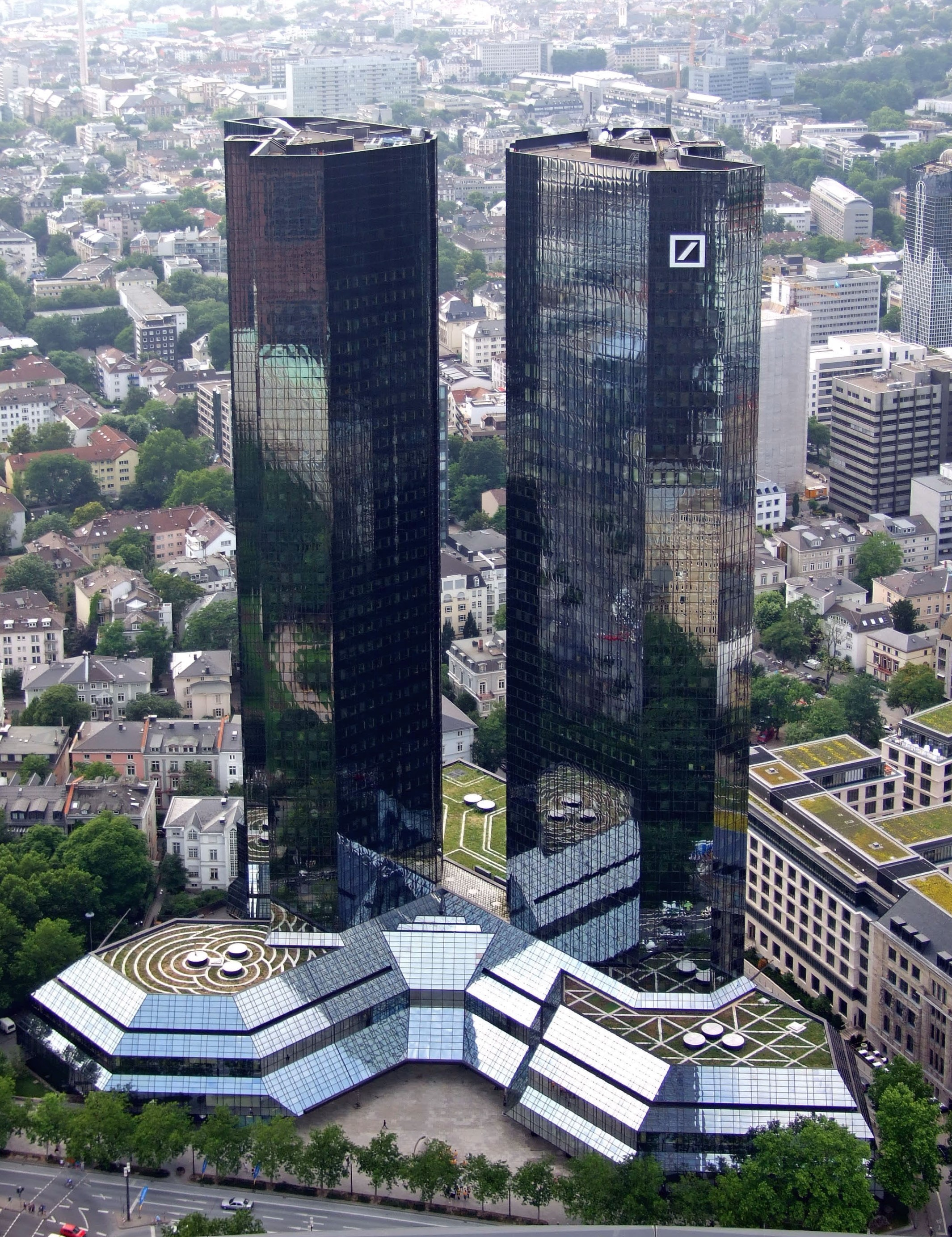
برج‌های دوقلوی دویچه بانک، در شهر فرانکفورت